# Michail Sergeevič Volkonskij
Il principe Michail Sergeevič Volkonskij (Petrovsk Zabaykalsky, 22 marzo 1832 – Roma, 20 dicembre 1909) è stato un nobile e politico russo.

## Biografia
Il principe Volkonskij era il figlio del decabrista Sergej Grigor'evič Volkonskij, e di sua moglie, Marija Nikolaevna Raevskaja, figlia del generale Nikolaj Nikolaevič Raevskij.

## Carriera
Dopo essersi diplomato, Volkonskij servì come cancelliere collegiale nel dipartimento principale del territorio dell'Amur, dove era un funzionario di incarichi speciali sotto il governatore generale della Siberia orientale, il conte Nikolaj Nikolaevič Murav'ëv-Amurskij.
Per sette anni svolse incarichi diversi e di responsabilità: è stato inviato due volte in Manciuria per negoziare i rapporti con la Cina, ha condotto misure per porre fine all'epidemia di colera tra i migranti che arrivavano dalle province interne per stabilirsi nella Siberia orientale, ha partecipato alle prime spedizioni dell'Amur ed è stato impegnato nella preparazione del loro equipaggiamento, mise in ordine gli insediamenti lungo il tratto Yakutsk-Ayan, organizzò i primi insediamenti contadini russi sull'Amur tra Mariinskij e la città di Nikolaevsk, gettando così le basi per la sua proprietà terriera russa in Estremo Oriente.
Insieme ad Akhelles Ivanovič Zabarinskij, fu il testimone di nozze del capitano Gennady Ivanovič Nevelskoj e Ekaterina Ivanovna Yelchaninova nell'aprile 1851. Nel 1853 fu promosso a segretari collegiali. Nel 1856 arrivò a San Pietroburgo dalla Mongolia come corriere. Il 26 agosto dello stesso anno, nel giorno dell'incoronazione dell'imperatore Alessandro II, fu inviato in Siberia con l'Altissimo Manifesto sul perdono dei Decabristi. Secondo il decreto di Alessandro II, il titolo principesco che era appartenuto a suo padre prima della condanna nel caso dei Decabristi gli fu restituito.
Nel 1857 prestò servizio nel Caucaso, dove fu nominato alla Commissione per l'analisi degli affari di confine con la Persia. Quindi era un funzionario di incarichi speciali sotto il governatore del Caucaso, il principe Aleksandr Ivanovič Barjatinskij, assegnato alle truppe dell'ala destra dell'esercito caucasico.
Ritornato a San Pietroburgo, è stato nominato Segretario di Stato aggiunto del Consiglio di Stato per il Dipartimento di diritto, ricoprendo questa posizione per 14 anni. È stato membro della Commissione per la redazione delle disposizioni di legge sulla trasformazione della parte giudiziaria. Ha tradotto in russo e pubblicato lo "Statuto di procedura civile italiana" e il "Mandato per i regolamenti giudiziari del Regno italiano".
Nel 1866 fu promosso ciambellano, nel 1867 a consigliere di stato ad interim. Nel gennaio 1876 ricevette il grado di consigliere privato, ottenendo il titolo di Jägermeister, e fu nominato alla Cancelleria di Stato. Nello stesso anno è stato invitato dal Ministro della Pubblica Istruzione, alla carica di amministratore fiduciario del distretto educativo di San Pietroburgo. Nel 1880 fu licenziato da questa posizione su sua richiesta e fu nominato membro onorario del dipartimento dell'Imperatrice Maria e membro del Consiglio del Ministro della Pubblica Istruzione.
Nel settembre 1882 fu promosso viceministro della pubblica istruzione e per i successivi 13 anni presiedette tutte le principali commissioni di questo dipartimento e sostituì il ministro in sua assenza. Nel marzo 1885 venne nominato senatore. Nel gennaio 1890 fu nominato ciambellano di corte.
L'attività sociale di Volkonskij è indicata dalla sua appartenenza a varie società. Nel 1865-1868. era un membro a pieno titolo dell'associazione degli agricoltori di San Pietroburgo. Il 5 maggio 1876 divenne membro della Società geografica russa in tutti i dipartimenti. Dal 3 marzo 1886 al 30 maggio 1891, fu membro del comitato per la costruzione di un monumento al governatore generale della Siberia orientale Nikolaj Nikolaevič Murav'ëv-Amurskij.
Nel maggio 1896 fu nominato membro del Consiglio di Stato dell'Impero russo. Nel 1901-1903 fu assegnato al ministero dell'Industria.

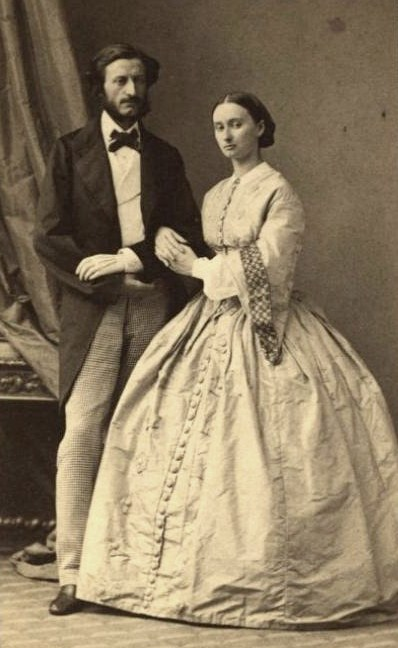
Volkonskij e sua moglie.

## Matrimonio
Sposò, il 24 maggio 1859 a Ginevra, la principessa Elizaveta Grigor'evna Volkonskaja (1838-1897), figlia del principe Grigorij Petrovič Volkonskij. Ebbero sei figli:
- Sergej Michajlovič (1860-1937);
- Pëtr Michajlovič (1861-1948);
- Marija Michajlovna (1863-1943);
- Grigorij Michajlovič (1864-1912);
- Aleksandr Michajlovič (1866-1934);
- Vladimir Michajlovič (1868-1953).

## Morte
Morì il 20 dicembre 1909 a Roma. Fu sepolto nella tomba di famiglia a Keila,  che apparteneva al nonno di sua moglie Aleksandr Benckendorff.
Membro della spedizione dell'Amur del 1849-1855, il villaggio di Knjaze-Volkonskoje venne chiamato in suo onore.